# Bas Smets

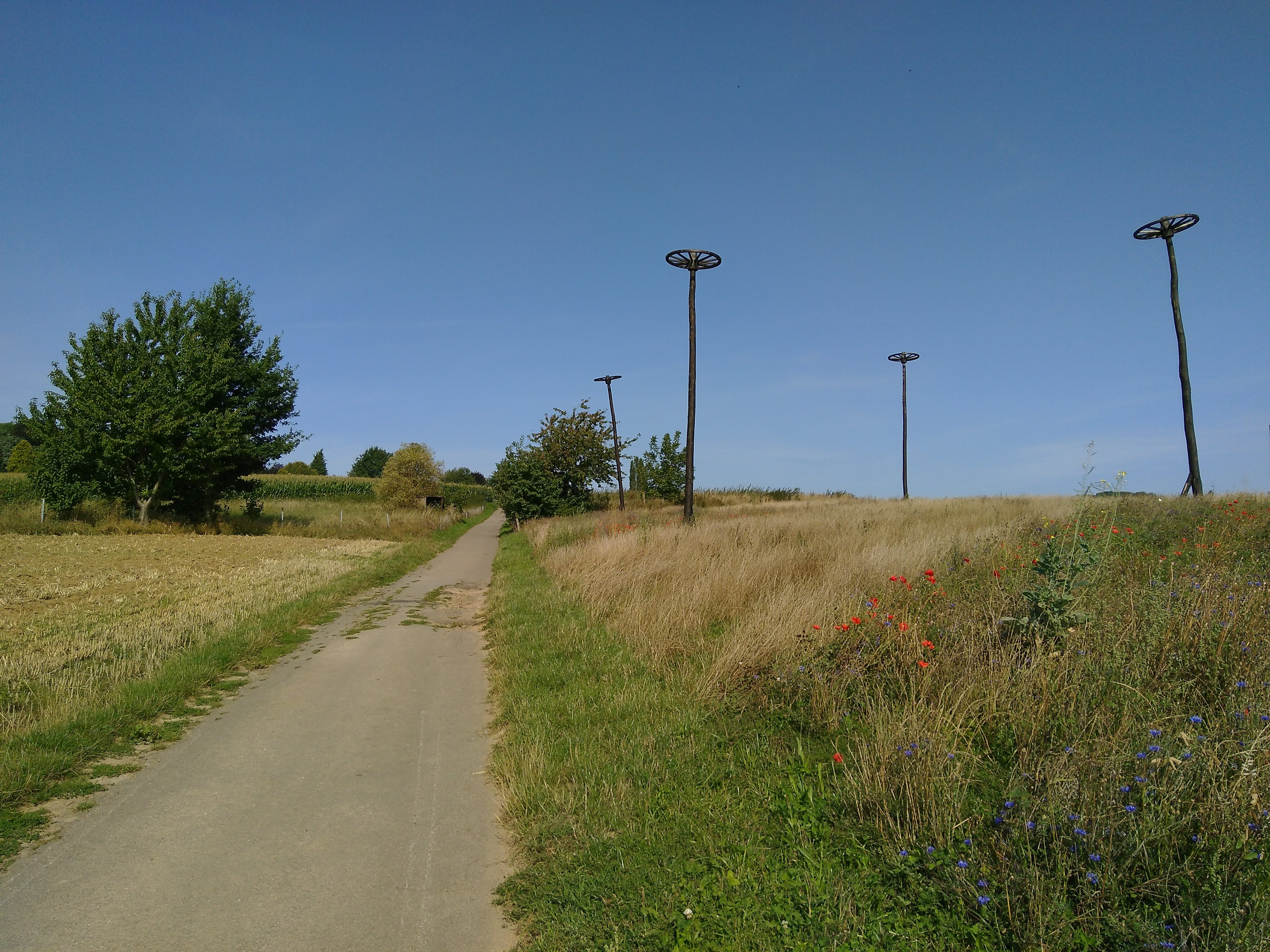
"Des craeyen ende raven aes". En landskapsrekonstruktion till utställningen "Brueghels blick - återuppbyggnad av landskapet" i provinsen Dilbeek i Belgien, 2019. Installationen är inspirerad av Pieter Brueghel den äldres målning "Dödens triumf"

Bas Smets, född 1975, är en belgisk landskapsarkitekt.
Bas Smets utbildade sig till arkitekt på Katolska universitetet i Leuven i Belgien och tog också en magisterexamen i landskapsarkitektur i Genève i Schweiz. Han arbetade i Paris sju år för landskapsarkitekten Michel Desvigne. År 2007 grundade han Bureau Bas Smets (BBS) i Bryssel i Belgien. 
Bas Smets utsågs 2018 av norska Statsbygg efter en tävling att leda utformandet av ett minnesmärke vid sjön Tyrifjorden över Utøyadådet 2011, efter det att den norska regeringen 2017 avlyst genomförandet av Jonas Dahlberg förslag Memory Wound, vilket vunnit den första tävlingen 2014. Förslaget från arkitektfirman Manthey Kula AS och Bas Smets presenterades av Statsbygg 2019 och består av 77 smala och tre meter höga bronspelare med en överliggare, placerade i en s-formad kurva.

## Verk i urval
- Parken vid Estlands nationalmuseum i Tartu 2008–2014
- Station Plaza, Roeselare, Belgien, 2009
- Tomt till Västflanderns handelskammares kontorshus i Kortrijk i Belgien, omkring 2010 (arkitekt Office Kersten Geers David Van Severen)
- Minnesmärke 22/3, över terroroffer på tunnelbanestation Maalbeek och flygplatsen Zaventem 2016, i Zoniënwoud/Soignes forêt i Bryssel, 2015–2017[3]